# René Maxime Choquet
 (décembre 2016).
Si vous disposez d'ouvrages ou d'articles de référence ou si vous connaissez des sites web de qualité traitant du thème abordé ici, merci de compléter l'article en donnant les références utiles à sa vérifiabilité et en les liant à la section « Notes et références ».
Pour les articles homonymes, voir Choquet.
René Maxime Choquet, né le 21 juillet 1872 à Douai et mort le 6 février 1958 à Saint-Jean-de-Luz, est un artiste peintre, connu en particulier en tant que peintre animalier, et un sculpteur français. 

## Biographie
René-Maxime Choquet naît le 21 juillet 1872 à Douai, il est issu d'une famille aisée de Douai (Nord) : son père possédait une usine d'huiles. Élève de Jules Lefebvre, Tony Robert-Fleury et Hermann-Léon aux Beaux-Arts de Paris puis à l'Académie Julian, il expose annuellement au Salon des artistes français (Champs-Élysées) où il présente en 1929 les toiles Le marché aux mulets (Espagne) et Coin de marché en Espagne et dont il reçoit en 1914 une médaille d'argent. En 1919, il remporte aussi le prix Rosa-Bonheur.
Après avoir épousé Albertine Buche, en premières noces, en 1906 à Paris, il épouse, en secondes noces, le 8 juillet 1925 à Bordeaux, Alice Arnould, et découvre le Pays basque. Il s'installe en 1912 dans une grande villa, Oberena, sur la route de Ciboure à Olette, et devient l'un des représentants de la peinture de cette région. Il fait partie du Groupe des Neuf dont le centre était Ciboure.

## Œuvres
- Le charretier embourbé (l'Attelage), 1896, huile sur toile, 500 x 330 cm, Douai, musée de la Chartreuse.
- La foire aux chevaux en Normandie, 1900, huile sur toile, 280 x 402 cm, Gray (Haute-Saône), musée Baron-Martin.

## Hommage
Une rue porte son nom à Ciboure (Pyrénées-Atlantiques), sous l’impulsion de Jean Paul Goikoetxea (chercheur en histoire de l’art) et sa thèse sur la naissance de la peinture régionaliste basque à Ciboure.